# 사릅스보르그

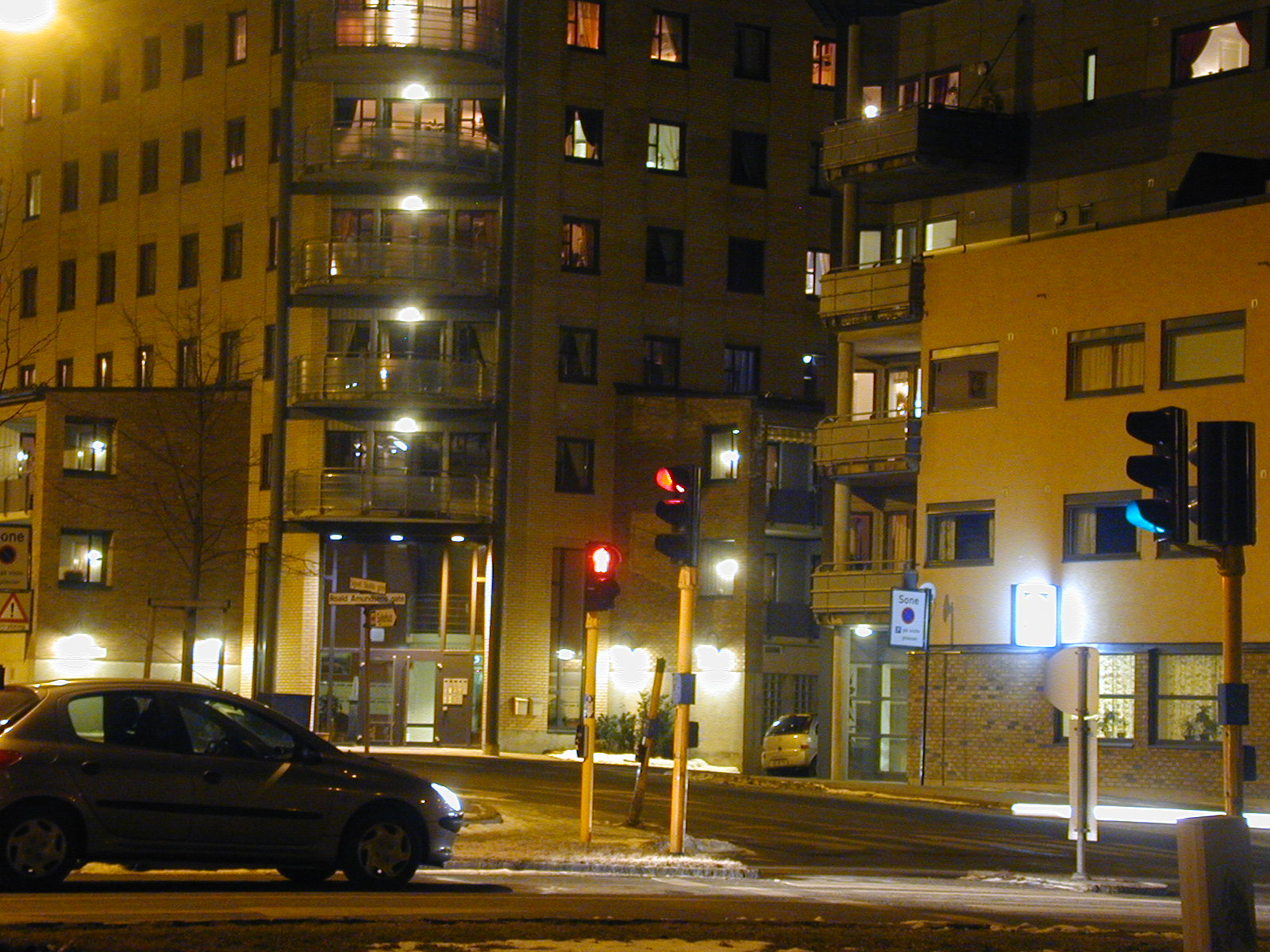
사릅스보르그의 시가

사릅스보르그(노르웨이어: Sarpsborg)는 노르웨이 외스트폴주의 주도다. 면적은 406km2, 인구는 52,159명, 인구 밀도는 134명/km2이다.

## 출신 유명인
- 존 앤더슨

## 자매 도시
- 팔레스타인 베들레헴
- 영국 스코틀랜드 노섬벌랜드주 베리커폰트위드
- 스웨덴 쇠데르텔리에